# Code du travail (Québec)
Pour les articles homonymes, voir Code du travail.
Lire en ligne

texte officiel

Loi sur les relations ouvrières
Le Code du travail du Québec est un code juridique qui réglemente les relations de travail entre les syndicats accrédités et les employeurs dans la province. Il gère notamment le processus de syndicalisation, de négociation et le droit de grève.
Il ne faut pas le confondre avec le Code canadien du travail qui a une portée fédérale, sur la base du Bijuridisme en application dans la province.
D'autres aspects du droit du travail provincial des personnes non syndiquées sont abordés par le Code civil du Québec et la Loi sur les normes du travail, notamment pour ce qui touche aux absences et aux congés, ou au décompte des temps de déplacement comme temps de travail. Ces lois définissent des conditions minimales de travail des salariés. 
Il s'agit donc d'un élément participant au Droit du travail au Québec et au Canada.

## Historique
Adopté en 1964, le Code du travail remplaçait la Loi sur les relations ouvrières.